# Egy különös pasas
Az Egy különös pasas (eredeti cím: Uno strano tipo) 1963-ban bemutatott olasz, fekete-fehér, zenés, romantikus vígjáték, Adriano Celentano főszereplésével, aki kettős szerepet játszik.

## Cselekmény
Olaszország, 1963.
Adriano Celentano és zenekara a menedzserükkel együtt egy csendes kisvárosba, Amalfiba mennek kéthetes pihenésre. Celentano állítása szerint még sohasem járt Nápolynál délebbre. Amalfi közelében az út menti sziklára egy helyen az van felírva: „halál Celentanóra!”. A benzinkutas nem hajlandó kiszolgálni Celentanót, hacsak nem fizeti ki a 80 000 lírát, amivel tartozik. Celentano nem tud róla, hogy tartozna neki, mivel most jár arrafelé először, ezért tankolás nélkül továbbmennek. Egy kávéházban kávét és üdítőket rendelnek, azonban itt sem hajlandók kiszolgálni Celentanót, és hamarosan tömegverekedés tör ki. Nagyobb baj nélkül kijutnak az utcára és megérkeznek az Excelsior szállodához, ahol a szívélyes igazgatón kívül a személyzet ellenségesen fogadja Celentanót. Az igazgató azzal magyarázza a dolgot, hogy a zenészek milánói rendszámú autókkal jöttek és egy labdarúgó mérkőzés miatt a helyi szurkolók nem szeretik a milánóiakat. Celentano a tengerpartra indul sétálni, itt azonban egy fiatalasszony, Carmelina többször rálő puskával, de egyszer sem találja el. A nő rátámad Celentanóra, egy bizonyos „Pasqualitó”-t emleget (ez a csecsemője neve), de Celentano azt hiszi, az egy szám címe, ezért nem érti a dolgot. A nő férfi rokonsága kész lenne Celentanót meggyilkolni, ő azonban azt mondja nekik, hogy a gyerekének apa kell.
Egy „Adriano Celentano rajongói klub”-ban lelkes lányok veszik körül „Celentanót”, aki itt nápolyi dialektusban beszél, dadog és eléggé együgyűnek látszik. Hirtelen feltűnik a menedzsere világos öltönyben (a szállodában a menedzser sötét öltönyt visel és teljesen másképp néz ki) és a klub vezetőjével üzleti megbeszélésbe kezd. Egy holnapi fellépésre szóló szerződés aláírása és az előleg beszedése után a férfiak távoznak.
A szállodában Celentano és zenekara néhány számot ad elő. Időközben megérkezik Celentano menyasszonya, Emanuela és sajtgyáros papája, valamint egy újságíró. Amikor Celentano az öltözőjébe megy átöltözni, egy csecsemőt talál az ágyon (ő Pasqualino, Carmelina gyereke – a „Pasqualito” ennek becézett formája). A történet főbb bonyodalmai abból származnak, hogy Celentano nem szeretne kínos helyzetbe kerülni menyasszonya és annak papája előtt, és magyarázkodásba bocsátkozni, ezért a talált gyermeket titokban tartják, és ide-oda hurcolják. A zenekar még énekel is neki (egy igen hangos dalt), hogy ne hallatsszon a sírása. (Utalás történik rá, hogy a gyereknek meleg tejet kell hozni, hátha éhes, de az egész történet alatt nem lehet látni, hogy valaki megetette vagy tisztába tette volna). A rejtegetésben Celentanón kívül csak a menedzser vesz rész aktívan, aki többször egy-egy fürdőszobába rejti a gyermeket, majd azzal az ürüggyel, hogy hasmenése van, senkit nem enged oda bemenni.
A dadogós „Celentanó” és menedzsere szeretne gyorsan továbbutazni, de autójuk elromlik. Az autószerelő azt tanácsolja nekik, hogy a kapucinusoknál kérjenek szállást, amit meg is tesznek. Itt az őket fogadó barát azt tanácsolja „Celentanó”-nak, hogy vegye feleségül a nőt, akit szeret, és „bajban hagyott”. „Celentanó” megfogadja a tanácsot, és menedzserét hátrahagyva elindul a nőhöz. A papnak elárulja, abból él, hogy Celentanóra hasonlít.
Celentano, Emanuela és papája szintén a kapucinusokhoz mennek. Itt a barát összetéveszti az ál-Celentanóval, és arról kezd beszélni, hogy miután „megesett a dolog”, illő lenne összeházasodniuk. Az apa megdöbben, majd követeli, hogy Celentano vegye feleségül a lányát.
Carmelina már megbánta, hogy az anyja felvitte a szállodába a gyereket, szeretné visszakapni. Közben megérkezik hozzá az ál-Celentano, és kinyögi, hogy szeretné feleségül venni Carmelinát. Az ál-Celentano bevallja a két nőnek, hogy ő nem az igazi Celentano (ahogy addig hitték), hanem Peppino a neve. Carmelina rájön, hogy a gyermeke egy idegenhez került, ezért Peppinóval együtt elindulnak a szállodába, hogy visszaszerezzék.
Útközben találkoznak Peppino menedzserével, aki azzal a tervvel áll elő, hogy ne Carmelina menjen a szállodába (mert nem engednék be a ruhája miatt), hanem ők ketten, és amíg Celentano a night-klubban énekel, addig bemennek a szobájába, és kihozzák a gyermeket.
Időközben a  rajongói klubban, a „Club Celentano”-ban is Celentano előadására készülnek (ahová Peppino menedzsere leszerződött). A kólát szállító munkás közli velük, hogy aznap este Celentano a szálloda night-klubjában énekel, és egy újságcikket mutat, ami szerint Celentano és zenekara, a „Ribelli” aznap a szállóban énekel. A „Jaguárok” (vagyis a klub tagjai) azonnal elindulnak, hogy megleckéztessék Adriano Celentanót. Közben a zenekar már megkezdte az előadást, amit a menedzser (az igazi) azért szervezett le jóval korábban Celentano tudta nélkül, hogy abból fizethessék a kéthetes nyaralásukat. (hasonlóképpen Emanuelát is ő hívta meg Amalfiba).
A szálló közelében a „Jaguárok” leütik az igazi Celentanót és a kocsijukba ültetik. Menedzsere észreveszi és utánuk ered.
Peppino és menedzsere a gyermek után kutatva az igazgatóba botlanak, aki hiányolja „Celentanót” az előadásról. Még 1 millió lírát is hajlandó lenne fizetni, ha „Celentano” fellép, és legalább három számot énekel. A menedzser eleinte hangproblémákra hivatkozva el akarja hárítani a fellépést, de az összeget meghallva megváltoztatja a kijelentését, és beleegyezik az előadásba. Peppino nem érti a dolgot, hiszen nem tud énekelni, a menedzsere azonban azt találja ki, hogy a hangkeverő helyiségben egy lemezről fogja lejátszani a dalokat. Az első szám gond nélkül lemegy.
Közben az igazi Celentano próbálja megmagyarázni az őt elrabló lányoknak, hogy neki vissza kell mennie Amalfiba az előadása miatt. Ők azonban hajthatatlanok, ezért énekelnie kell. Az első dal után (ami zajos sikert arat az immár vegyes összetételű közönség körében) Celentano távozni szeretne, de a fekete bőrkabátos „Jaguárok” nem engedik elmenni. Ekkor megérkezik Celentano menedzsere, és rendőrtisztnek adva ki magát magával akarja vinni Celentanót. Azonban csak egy villamosbérletet tud felmutatni, amit a lányok észrevesznek. De végül a két férfi távozik.
A night-klubban folytatódik az előadás a második számmal. A menedzser megfordítja a bakelitlemezt, azonban a felhangzó hangmagasság kétszerese a normálisnak. Peppino követi a dallamot, de botrány tör ki, a nézők visszakövetelik a pénzüket. Időközben megérkezik a szállodához az igazi Celentano. Az igazgató beszámol neki róla, hogy nem fizet, mivel nem énekelt három számot, ráadásul egyszer női hangon adta elő ugyanazt. Megtalálják a lemezjátszót, amiről Celentano legújabb számát „adták elő”. Az igazgató azzal vádolja, hogy csaló, Celentano azonban bizonyításképpen újabb számot ígér, leakasztja a falról a gitárját és a night-klubba siet. Ezúttal egy tangót adnak elő, ami szintén zajos sikert arat.
A menyasszony papája a lányával együtt még aznap éjjel el akar utazni a botrányos (Peppino)-előadás miatt. Megérkezik Carmelina, aki megint az igazi Celentanóra támad, aki a szobájába viszi, mert a gyermek ott van. Amikor éppen átadja neki a gyereket, az ablakon keresztül látja őket Emanuela, és azt hiszi, Celentano gyerekéről van szó. A papájával együtt távozni akarnak a szállodából. Peppino és Carmelina a gyermekkel beszállnak a liftbe. Egy emelettel feljebb szembetalálkozik majdnem a teljes társaság: a két „Celentano”, Carmelina, Emanuela és papája, valamint az igazi menedzser. Celentano szélhámosság miatt börtönnel fenyegetőzik, de Carmelina kéri, hogy ezt ne tegye. Végül Celentano megenyhül és azt is megengedi, hogy a gyermeket (aki időközben elaludt) az ő szobájába vigyék. Celentano ekkor a menedzserére támad, mondván, hogy ez a szálloda egy bolondokháza, és ő mindig Caprira akart menni. Amikor azonban odaérnek, egy szintén dühös fiatalasszony két gyermeket nyom a kezébe... (a fülszöveg szerint ha Celentano nem is járt Capriban, Peppino igen).

## Szereposztás
| színész                                 | szerep                                     | magyar hang   |
| --------------------------------------- | ------------------------------------------ | ------------- |
| Adriano Celentano                       | önmaga / Peppino                           | Dózsa László  |
| Claudia Mori                            | Carmelina                                  | Kiss Mari     |
| Nino Taranto                            | Cannarulo, Peppino menedzsere              | Kézdy György  |
| Erminio Macario                         | Giovanni, Celentano menedzsere             | Sersény Gyula |
| Carlo Campanini                         | kapucinus barát                            |               |
| Raffaella De Carolis / Raffy De Carolis | a rajongói klub vezetője                   |               |
| Donatella Turri                         | Emanuela Mazzolani, Celentano menyasszonya |               |
| Luigi Pavese                            | Mazzolani úr, Emanuela apja                | Szabó Ottó    |
| Giacomo Furia                           | hoteligazgató                              | Láng József   |
| Antonella Murgia                        | a nő Capriban a két gyerekkel              |               |

## Forgatási helyszínek
Amalfi, Olaszország.

## Érdekesség
Raffaella De Carolis 1962-ben „Miss Italia” volt, Antonella Murgia 1962-ben az „Itália szépe” címet viselte. (a stáblistában közölt információ)

## Fordítás
Ez a szócikk részben vagy egészben  az   Uno strano tipo című olasz Wikipédia-szócikk fordításán alapul.  Az eredeti cikk szerkesztőit annak laptörténete sorolja fel. Ez a jelzés csupán a megfogalmazás eredetét és a szerzői jogokat jelzi, nem szolgál a cikkben szereplő információk forrásmegjelöléseként.